# Pierry
Pierry település Franciaországban, Marne megyében. Lakosainak száma 1254 fő (2022. január 1.). Pierry Épernay, Chouilly, Cuis, Monthelon és Moussy községekkel határos.

## Népesség
A település népességének változása:
| Lakosok száma | 1269 | 1139 | 1500 | 1236 | 1179 | 1184 | 1181 | 1198 | 1207 | 1254 |
|               | 1968 | 1982 | 1990 | 2006 | 2013 | 2015 | 2017 | 2019 | 2020 | 2022 |